# Велопула
Велопу́ла (Белопуло, греч. Βελοπούλα), также Парапо́ла (Παραπόλα) — необитаемый остров осадочного происхождения в Эгейском море, расположенный вдали от крупных массивов суши и окружённый очень глубоким морем, у юго-восточного побережья полуострова Пелопоннес. Принадлежит Греции. Наивысшая точка — 227 м над уровнем моря. Административно относится к общине Спеце в периферийной единице Острова в периферии Аттика.
На острове находится маяк.
В античности акватория острова называлась Миртойским морем. Острова Миртойского моря: Фалконера, Велопула, Ананес и воды, окружающие острова Фалконера и Велопула, общей площадью 2114,93 га, из которых 86,77 % — морские воды, входят в экологическую сеть «Натура 2000». Это важное место для размножения морских птиц и видов, обитающих на прибрежных скалах. К видам, вызывающим озабоченность, относится чеглок Элеоноры (Falco eleonorae). Небольшая и изолированная гнездящаяся популяция хохлатого баклана (Phalacrocorax aristotelis desmarestii) рассредоточена вдоль скалистого побережья островков и добывает пищу в море.